# Eduardo Castañeda
Eduardo "El Bibi" Castañeda Menchaca (nacido el 19 de enero de 1983 en Ciudad Acuña, Coahuila) es un exjugador de fútbol americano Mexicano, que jugaba en la posición de linebacker. 
Jugó a nivel universitario con los Borregos Salvajes del Tec de Monterrey, donde ayudó al Tec a obtener un tricampeonato de la ONEFA y siendo parte de la Selección Nacional en el Tazón Azteca. Se graduó como Licenciado en Comercio Exterior.
Ha participado en los equipos Rhein Fire de la NFL Europa (2007, asignado por el Programa Internacional de Equipos de Práctica), Houston Texans (2007), Arizona Cardinals (2008) de la NFL y Green Bay Blizzard de la IFL (2011), donde es compañero de los jugadores mexicanos Salomón Solano y Ramiro Pruneda. 
Fue parte del equipo de Arizona que perdió el Super Bowl XLIII.